# Robinson Crusoe (1953)
Robinson Crusoe (Brasil: Aventuras de Robinson Crusoé / Portugal: As Aventuras de Robinson Crusoe) é um filme mexicano de 1953, do gênero aventura, dirigido por Luis Buñuel  e estrelado por Dan O'Herlihy e Jaime Fernández.

## Produção

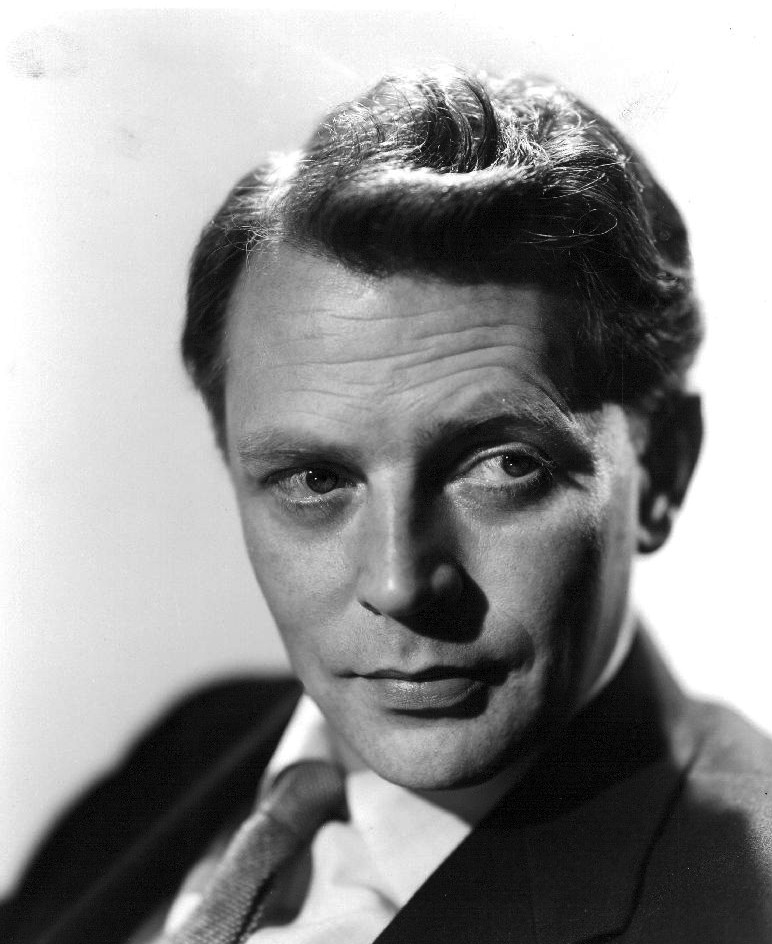
Sempre coadjuvante, Dan O'Herlihy, aqui em foto de 1955, teve seu grande momento ao estrelar Robinson Crusoe. Contudo, apesar de indicado ao Oscar da Academia, ele voltou aos papéis característicos em filmes de ação da Universal e da 20th Century Fox. Em 1964, atuou em outra produção importante, Fail-Safe. Ativo até o final do século XX, apareceu com destaque em The Last Starfighter, Halloween III: Season of the Witch e RoboCop. Também trabalhou intensivamente na televisão. Faleceu em 2005, aos oitenta e cinco anos de idade.

Um dos muitos filmes que Buñuel rodou durante seu exílio no México, Robinson Crusoe é o único financiado com dinheiro norte-americano. Com versões em espanhol e inglês rodadas simultaneamente, o lançamento foi adiado várias vezes. Finalmente, um acordo com a United Artists permitiu que o filme estreasse em Nova Iorque um ano após terminado, sob o título de Adventures of Robinson Crusoe. No México, foi exibido somente em 1955, depois de ter circulado por vários países da Europa.
Dan O'Herlihy, no papel do náufrago Robinson Crusoé, fica sozinho na tela durante sessenta dos noventa minutos de projeção. No entanto, segundo o historiador Ronald Bergan, somente com a entrada do silvícola Sexta-Feira, dos canibais e dos marinheiros amotinados é que o filme fica menos absorvente.
Buñuel deixa patente seu anticlericalismo em várias cenas rápidas, em que mostra o herói em dúvida quanto a sua fé, uma clara inversão da mensagem cristã exposta no clássico romance de Daniel Defoe, de onde o roteiro foi adaptado.
Pela sua atuação, O'Herlihy recebeu sua única indicação ao Oscar, também a única dada a um ator sob a direção de Buñuel.

## Sinopse
Século XVII. O aristocrata inglês Robinson Crusoé consegue chegar a uma ilha deserta, depois que seu navio soçobra. Ele consegue salvar um cão, um gato e também roupas, armas, comida e ferramentas. Com isso, constrói uma cabana e vai sobrevivendo. Um dia, porém, descobre que não está só, pois canibais aportam na ilha. Torna-se amigo de um indígena, a quem dá o nome de Sexta-Feira, resgatado das mãos dos canibais. Mais tarde, ajuda um capitão vítima de motim.

## Premiações
| Patrocinador                                  | Prêmio         | Categoria | Situação          |
| --------------------------------------------- | -------------- | --- | ----------------- |
| Academia de Artes e Ciências Cinematográficas | Oscar          | Melhor Ator (Dan O'Herlihy) | Indicado          |
| British Academy of Film and Television Arts   | BAFTA Award    | Melhor Filme | Indicado          |
| Prêmio Ariel                                  | Ariel de Ouro  | Melhor Filme | Vencedor          |
| Prêmio Ariel                                  | Ariel de Prata | Melhor Diretor Melhor Ator Coadjuvante (Jaime Fernández) Melhor Roteiro Adaptado Melhor Edição Melhor Cenografia Melhor Fotografia | Vencedor Indicado |

## Elenco
| Ator/Atriz      | Personagem      |
| --------------- | --------------- |
| Dan O'Herlihy   | Robinson Crusoé |
| Jaime Fernández | Sexta-Feira     |
| Felipe de Alba  | Capitão Oberzo  |
| Chel López      | Bosun           |
| José Chávez     | Pirata          |
| Emilio Garibay  | Chefe do motim  |